# 2009 у літературі

## Твори
- Оксана Забужко Музей покинутих секретів
- Ден Браун — Втрачений символ (15 вересня)

### Дитяча література
- Андрусяк І. «Сорокопуди, або як Ліза і Стефа втекли з дому»

## Видання
- Перше видання незавершеного роману Владимира Набокова Оригінал Лаури.

## Померли
- 9 жовтня — Жак Шессе, швейцарський письменник (народився у 1934).